# Bereghalmos
Bereghalmos település Ukrajnában, Kárpátalján, a Munkácsi járásban.

## Fekvése
Munkácstól északnyugatra, Oroszkucsova, Patakos és Fagyalos közt fekvő település.

## Története
1910-ben 194 lakosából 16 német, 178 ruszin volt. Ebből 178 görögkatolikus, 16 izraelita volt.
1910-ben Bereg vármegye Latorcai járásához tartozott.